# Dansk Jagt- og Skovbrugsmuseum
Dansk Jagt- og Skovbrugsmuseum var et statsligt, landsdækkende specialmuseum under Kulturministeriet beliggende i Hørsholm i avlsbygningerne fra det gamle Hirschholm Slot bygget i 1700-tallet. Museet blev oprettet i 1942 og omfatter 3 samlinger:
- Udstilling om moderne skovbrug med forskellige maskiner der har været anvendt i skovbruget i nyere tid, også helt moderne maskiner. Desuden skovarbejderens udstyr m. mulighed for at børnene kan prøve det og kravle ind i nogen af maskinerne. Udstillingen var indrettet i en ny bygning fra 2002 finansieret af kulturministeriet og flere fonde[1].
- Skovbrugssamlingen (oprindeligt fra Landbohøjskolen) består af redskaber der var i brug indtil ca. 1950 samt eksempler på ved fra forskellige danske skovtræer
- Jagtsamlingen belyser jagtens historie fra oldtiden og frem til i dag. En hel del udstoppede dyr, bl.a. elge der har levet i Danmark i nyere tid, samt jagt- og fangstredskaber fra ca. 1600. Herunder også en samling af misdannede dyr.

Museet har mere end 3000 m2 udstillingsareal og i ferierne også forskellige aktiviteter for børn.
Museet var på Finansloven under Kulturministeriet i 2015 med en driftsbevilling på 9,3 millioner kroner.
Det blev i 2015 (med finansloven for 2016) besluttet at museet skulle fusioneres med Dansk Landbrugsmuseum på Djursland og derfor fraflytte sine bygninger i Hørsholm. Sidste åbningsdag i Hørsholm var 18. december 2016. Det fusionerede museum hedder nu Det Grønne Museum.